# Hyposmocoma veterella
Hyposmocoma veterella là một loài bướm đêm thuộc họ Cosmopterigidae. Nó là loài đặc hữu của Kauai. Loài địa phương ở Halemanu, nơi nó được tim thấy ở độ cao 4,000 feet.